# Língua diola
O diola, também conhecido como jola, é um grupo de dialetos relacionados falados no Senegal, Gâmbia, e Guiné-Bissau. O diola pertence ao grupo bak do grupo atlântico, dentro da família nigero-congolesa.
Os diolas falam uma variedade de dialetos que podem ou não serem mutuamente inteligíveis, são eles:
- Banjaal falado em uma pequena área ao sul de Casamança.
- Bayot falado em Ziguinchor.
- Ejamat falado em muitas vilas ao sul de Oussouye.
- Fonyi (Kujamatay) falado em Bignona.
- Gusilay falado na vila de Tionk Essil.
- Karon falado na costa de Casamança, sul de Diouloulou.
- Kasa falado em Oussouye.
- Kuwatay falado na costa sul de Casamança.
- Mlomp falado na vila de Mlomp.